# Genengan Jasem
Genengan Jasem is een bestuurslaag in het regentschap Jombang van de provincie Oost-Java, Indonesië. Genengan Jasem telt 2085 inwoners (volkstelling 2010).